# A la siniestra del Padre
A la siniestra del Padre es la undécima producción discográfica de Arturo Meza, grabada y editada por Gente de México en 1992.

## Estilo
El disco es de tipo conceptual, una mezcla entre rock de vanguardia y la experimentación en música y letras, en tanto sus piezas encierran una idea generalizada sobre ideas apocalípticas y cristianas. La figura de Jesucristo es recurrente al igual que visiones místicas, heterodoxas así como mitología y leyendas medievales. Es rico en referencias históricas y se apoya en la idea de la decadencia de la Iglesia católica, las instituciones y la posibilidad de la redención del género humano a partir del amor como fuerza única, idea derivada de los cristianos coptos. Es la obra musical y lírica más profunda y madura de la obra de Arturo Meza Los temas Relojes celestes, De gesta siniestra y Al borde del abismo son particularmente fecundos en metáforas sobre ello y con una duración aproximada de diez minutos. Las letras incluidas tuvieron detrás de si una amplia investigación documental por parte de su autor en textos históricos, principalmente medievales. Incluye dos musicalizaciones de los poemas Canto de la sangre de Rubén Darío y Everness de Jorge Luis Borges.
Las canciones fueron instrumentadas bajo principios orquestales con una fusión de la música de cámara —concretamente la barroca— y géneros más recientes como el rock progresivo. Fue presentado en 1992 en el teatro Julio Castillo.

## Canciones
- El juglar se ha marchado del reino
- Crónica del desierto
- Esbirros
- De gesta siniestra
- La palabra azul
- Amar
- Everness (Jorge Luis Borges). Este poema de Jorge Luis Borges está incluido en su poemario «El otro, el mismo». Según su autor, el título se refiere a la siempredad, concepto propuesto por el religioso del siglo XVII John Wilkins, quien mediante un nuevo lenguaje denominado analítico proponía un concepto referente a la perpetuidad y eternidad de Dios en grado superlativo. Fue musicalizado (según consta en el booklet del disco Homenaje a Borges) «en 1984 en el añorado cuartito de rosas entre hormas de madera para hacer zapatos, y entre libros, en la pequeña mesa multiusos bajo la discreta mirada de Nora con aquel silencio dulce que la habitaba. Afuera, en el patio, la algarabía infantil del vecindario. Fue grabada esta música entre 1988 y 1991 en los estudios de Antonio Giner, Francisco Corchado y por último con Tato quien grabó la voz de Marisa (De Lille)[6]». La pieza es interpretada por esta última con una instrumentación musical de inspiración clásica hecha por Meza y José Luis Fernández Ledesma. Para su inclusión en el homenaje a Borges en 1999,[7] fue remasterizada y se incluyó la voz del propio poeta.

- Canto de la sangre (Rubén Darío)
- Relojes celestes (Con un fragmento de la 'Balada de las contraverdades' de François Villon)
- El ángel exterminador
- Al borde del abismo

## Músicos
- Arturo Meza: Voz, guitarra acústica de 12 cuerdas, eléctrica, teclado, timbaletas, batería electrónica, selección y lectura de textos en latín.
- Marisa De Lille: voz en Everness
- Víctor Rufino: viola y arreglos de cuerdas
- Pedro Tello: mandolina, teclados, clavecín
- Julio Sandoval: bajo
- Ismael Corche: batería y coros
- Laura Herrera: percusiones
- José Luis Fernández Ledesma: teclados, timbal y relojes
- Agustín Pimentel, Alejandro Méndez y David Méndez (Tribu): percusiones mesoamericanas, silbatos, ocarinas, flautas y voces.

## Ediciones
Fue editado originalmente en dos casetes acompañados por el segundo poemario de Arturo Meza Canto Ersal y un texto adicional. En 2004 fue reeditado y masterizado en disco compacto.